# Szerényi Endre
Szerényi Endre (Sátoraljaújhely, 1847. november 16. – Kassa, 1915. január 6.) dohányraktári felügyelő, reáliskolai tanár, újságíró, író.

## Élete
Szüleit korán elvesztette, nagyanyja és később nagynénje nevelte. A gimnázium alsó osztályait szülőhelyén, a felsőket Kassán végezte. Ezután piarista növendék lett és Vácon töltötte újoncévét; azután Kecskeméten, majd Pesten folytatta tanulmányait; azután a lévai gimnáziumhoz nevezték ki helyettes tanárnak. Az 1870. tanév végével a rendből kilépett és az orvostudományok hallgatására Pestre ment. Később állami hivatalt vállalt Debrecenben és ezzel egyidejűleg az ottani reálkereskedelmi iskolában tanított. Itt alapította az országban az első iparos ifjúsági egyletet, mely tiszteletbeli tagjának választotta. Innen Győrbe ment, ahol szintén megalakította a kereskedelmi ifjúsági egyletet. 1880-ban a győri színház másodtitkára volt. Innét áthelyezték Temesvárra, majd 22 hónap múlva Brassóba, öt évvel később Gyulafehérvárra és ez utóbbi helyről a vezetése alatt lévő hivatallal együtt Dévára és végül 1896 végén Kassára, ahol nyugalomba vonult. 1915. január 6-án hunyt el, örök nyugalomra helyezték 1915. január 9-én délután a Rozália-sírkertben a római katolikus anyaszentegyház szertartásai szerint.
Mint papnövendék Kecskemétről küldött cikkeket és költeményeket a Zala-Somogyi Közlönybe; a győri Szabad Polgárba tárcákat és vezércikkeket írt. Írt még a Győri Figyelőbe, Győri Lapokba és a győri Hazánkba (Szécsi, Turul, Philaleth, Előd stb. álnevek és jegyek alatt); a Honba írta a «Győri dolgok»-at; írt még Győrből a Pápai Lapokba, a pesti Baloldalba és az Egyetértésbe; később a Hunyad, Déva és Vidéke munkatársa volt.

## Munkái
- Neveljük a népet! vagyis népnevelési értekezések. Pest, 1870.
- A női emancipatió. Győr, 1872.
- Magyar Plutarch. Győr, 1879. (Philaleth álnév alatt; ebből csak két füzet jelent meg. Ism. A Hon 279. sz. Id. Szinnyei József).